# Побуђе
Побрђе је насељено мјесто у општини Братунац, Република Српска, БиХ. Према попису становништва из 1991. у насељу је живјело 2.356 становника.

## Географија
Налази се на крајњем западу општине, према Милићима. Обухвата подручје од 375 хектара.

## Становништво
| Националност       | 1991. | 1981. | 1971. |
| Муслимани          | 2.344 | 1.904 | 1.455 |
| Југословени        | 3     | 18    | 1     |
| Срби               | 1     | 6     | 13    |
| остали и непознато | 8     | 3     | 3     |
| Укупно             | 2.356 | 1.931 | 1.472 |

| Демографија | Демографија | Демографија |
| Година      | Становника  | Становника  |
| ----------- | ----------- | ----------- |
| 1971.       | 1.472       |             |
| 1981.       | 1.931       |             |
| 1991.       | 2.355       |             |